# Jaroslav Plesl
Jaroslav Plesl (nacido el 20 de octubre de 1974) es un actor checo

## Biografía
Plesl ha participado en teatro, cine y televisión. Estudió pedagogía en la Střední pedagogické škole de Litomyšl y luego en la Academia Janáček de Música y Artes Escénicas de Brno. Desde 2001 es miembro del grupo de teatro del distrito Dejvice de Praga. Su gran afición es la historia. Presentó en la televisión checa la serie Skryté skovsty sobre la historia de los castillos checos.

## Filmografía seleccionada

### Películas
- Grandhotel (2006)
- Men in Rut (2009)
- Největší z Čechů (2010)
- Sunday League – Pepik Hnatek's Final Match (2012)
- Ve stínu (2012)
- Family Film (2015)
- Zločin v Polné (2016)
- A Vote for the King of the Romans (2016)
- Toman (2018)[4]
- Rašín (2018)
- The Watchmaker's Apprentice (2019)
- Cook F**K Kill (2019)[5]
- Emergency Situation (2022)
- Arvéd (2022)
- The Last Race (2022)[6]

### Televisión
- Helena (2012)
- Čtvrtá hvězda (2014)
- Autobazar Monte Karlo (2015)
- Život a doba soudce A. K. (2017)
- Zkáza Dejvického divadla (2019)
- Zločiny Velké Prahy (2021)[7]
- Ochránce (2021)
- Tajemství pana M. (2022)
- Stíny v mlze (2022)[8]
- Král Šumavy: Fantom temného kraje (2022)